# Trippelallianskriget
Trippelallianskriget var ett krig som utkämpades i Sydamerika åren 1864–1870 mellan Paraguay på ena sidan och trippelalliansen Brasilien, Argentina och Uruguay på den andra. Kriget är det hittills blodigaste i Sydamerikas historia och slutade med en total seger för alliansen. Paraguay förlorade nära hälften av sin yta samt två tredjedelar av sin befolkning och kom att stå under brasiliansk ockupation fram till 1876.

## Upptakt
Paraguay hade 1864 Sydamerikas största stående armé på drygt 30 000 man. En anmärkningsvärd storlek för ett land med knappt 450 000 invånare. Den paraguayanska armén var dessutom välutrustad och vältränad. Med denna imponerande militärmakt ökade landets politiska inflytande på kontinenten. Grannländerna Brasilien och Argentina såg med stigande oro på Paraguays starka ställning. De två länderna hade dock en befolkning på 11 miljoner och kontrollerade handelsvägarna till Paraguay, som därmed inte kunde räkna med tillförsel av krigsmateriel och förnödenheter i händelse av krig.
När Brasilien i september 1864 blandade sig i Uruguays inrikespolitik genom att militärt stödja ett uppror tolkade Paraguays president Francisco Solano López detta som ett försök att rubba maktbalansen i Sydamerika. López beslöt sig för att sätta in paraguayanska trupper för att återställa ordningen i landet. Han antog att Argentina skulle förhålla sig neutralt eller stödja honom. I själva verket hade dock Argentina i hemlighet redan godkänt Brasiliens aggressiva politik i Uruguay och de två länderna var definitivt inte intresserade av ett ännu starkare Paraguay.

## Krigets förlopp
López krävde att Brasilien skulle upphöra med sitt stöd till rebellerna, men då inget svar kom förklarade López krig i november 1864. Kriget inleddes med paraguayansk offensiv in i Mato Grosso längs Paraguayfloden. I mars 1865 intog paraguayanerna huvudstaden Cuiabá. López trupper hade därmed erövrat ett område som var nästan lika stort som hela Paraguay.

### Argentina dras in
López nästa drag blev att undsätta Uruguays regering. Men att för nå fram till Uruguay behövde hans armé marschera genom Corrientes-provinsen, som kontrollerades av Argentina. När Argentinas president Bartolomé Mitre svarade nej på López begäran om genomfart förklarade Paraguay krig den 18 mars 1865. Dagen därpå invaderade paraguayanska trupper gränsprovinserna Corrientes och Entre Rios. López hade hoppats på stöd från provinsernas guvernör, Justo José de Urquiza, som gjort sig känd som en av president Mitres allra mest högljudda kritiker, men av detta blev intet när denne lät meddela den paraguayanske presidenten att han visserligen inte stödde president Mitres regering, men inte hade för avsikt att för den sakens skull gå med på ett utträde ur Argentina.
Under tiden hade upprorsmännen i Uruguay segrat under ledning av Venancio Florés och slöt ett alliansavtal med Argentina mot Paraguay. Den 1 maj anslöt sig även Brasilien till fördraget. Därmed var den så kallade "Trippelalliansen" komplett. Det nya fördraget innehöll bland annat en hemlig överenskommelse mellan de tre länderna att inte sluta fred förrän den paraguayanska regeringen var störtad och militärt besegrad. De tre länderna såg nu sin chans att knäcka Paraguay och president López en gång för alla. Storbritannien stödde trippelalliansen finansiellt emedan Paraguay inte var öppet för frihandel.

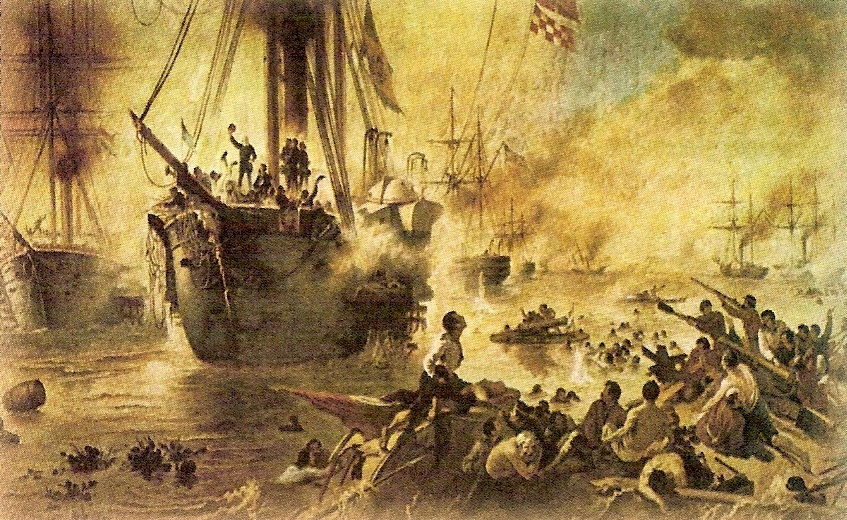
Slaget vid Riachuelo.

En brasiliansk flotteskader om 1 fregatt, 4 korvetter och 4 kanonbåtar under amiral Francisco Manuel Barrosos befäl seglade upp för Paranáfloden för att ge stöd åt de allierades truppförflyttningar. President López svarade med att skicka ut den  paraguayanska flottan om 2 korvetter, 7 ångfartyg och 7 skottpråmar under amiral Pedro Ignacio Meza för att möta dem. Den 11 juni 1865 drabbade flottorna samman i slaget vid Riachuelo. Amiral Meza hade planerat att gå till anfall i gryningen för att maximera överraskningseffekten, men på grund av maskinfel kom flottan inte fram förrän det hade blivit ljust. Slaget gick dock inledningsvis bra för paraguayanerna, men så småningom började de brasilianska fartygens större eldkraft att ta ut sin rätt. Paraguay förlorade tre fartyg mot en brasiliansk förlust av endast ett. Den paraguayanska flottan tvingades retirera och därmed hade de allierade flottorna fått kontroll över de viktiga flodvägarna. Som ett resultat av nederlaget avstannade den paraguayanska offensiven mot Argentina.
Trots motgångarna fortsatte Paraguay offensiven mot Brasilien och Uruguay. En paraguayansk armé på 10 000 man ryckte in i Rio Grande do Sul och intog städerna São Borja och Uruguaiana. Samtidigt gick en mindre styrka om 3 200 man in i Uruguay men besegrades i slaget vid Jataí den 17 augusti. Nederlaget fick de paraguayanska trupperna att ge upp samtliga av sina erövringar och dra sig tillbaka för att försvara hemlandet. 

### Invasionen av Paraguay

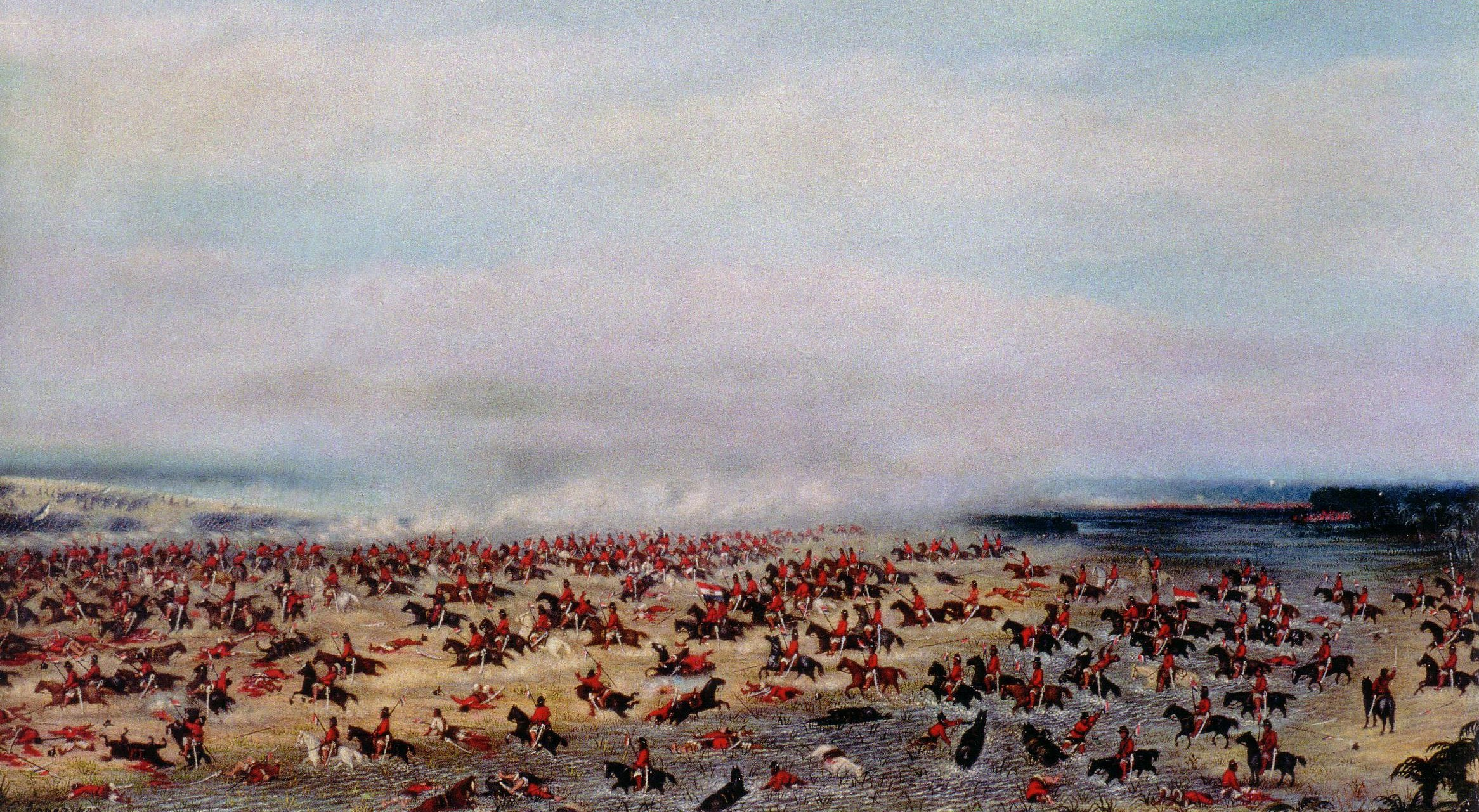
Slaget vid Tuyutí.

Vid slutet av året var de allierade på offensiven med en armé på över 50 000 man. Den paraguayanska armén förskansade sig i fördelaktiga ställningar i området där Paraná- och Paraguayfloden möts. De allierade var emellertid säkra på seger. Den 24 maj 1866 drabbade de tre arméerna samman i slaget vid Tuyutí. 23 000 paraguayanska soldater ställdes mot en allierad styrka på sammanlagt 34 000 man. Slaget var det största att utkämpas i Sydamerika sedan Inkarikets fall 1533, och slutade med ett förkrossande nederlag för Paraguay, som förlorade över 13 000 man i döda och sårade. Men även de allierade led stora förluster, varför de inte var i stånd att utnyttja sin seger.
De allierade återupptog så småningom offensiven, men besegrades av paraguayanerna under José E. Díaz i slaget vid Curupaity och förlorade 5 000 soldater på en dag. Slaget skulle dock visa sig bli Paraguays sista stora seger under kriget. Nederlaget ledde till en omfattande omorganisation av den brasiliansk-argentinsk-uruguayanska krigsledningen. Bland annat utsågs den skicklige Luís Alves de Lima (senare hertig av Caxias) till ny befälhavare för de brasilianska styrkorna. Från och med hösten 1867 skulle också Brasilien bli den dominerande parten i de gemensamma militära operationerna.
López drabbades nu av den ena motgången efter den andra. I februari 1867 avled den kompetente general Díaz, samtidigt som det folkliga missnöjet med kriget bara växte. Paraguay hade förlorat över halva sin armé och López regim blev allt mer isolerad. I januari 1868 blev general de Lima gemensam överbefälhavare för de allierades arméer. Han lyckades slutligen kringränna de paraguayanska försvarslinjerna och anföll López krigströtta soldater i ryggen. De paraguayanska ställningarna kollapsade en efter en under trycket, då tusentals paraguayaner antingen deserterade eller gav upp utan strid. 
López lyckades tillfälligt hejda de allierades offensiv men tvingades till slut överge huvudstaden Asunción, som föll den 1 januari 1869. De allierade makterna erbjöd López att kapitulera, men denne vägrade och flydde upp i bergen med en liten skara anhängare för att fortsätta kampen. Under det sista krigsåret jämnades Paraguay mer eller mindre med marken. Utan framgång försökte López utnyttja de allierades brutalitet för att få folket med sig i ett uppror. López stupade slutligen i strid vid Cerro Corá och därmed var kriget över. Paraguay förblev dock under alliansens ockupation fram till 1876.

## Följder

Paraguayanska landavträdelser.

Kriget blev en katastrof för Paraguay. Omkring hälften av landets befolkning dog antingen under kriget eller i de umbäranden som följde. Landet tvingades avträda nära halva sitt territorium till Argentina, och blev även här av med stora delar av sin befolkning. Folkräkningen 1871 gav 221 000 invånare varav endast 28 000 var män. Det innebar att det nästan bara fanns barn, kvinnor och åldringar kvar. Det var nära att Paraguay upphörde att existera som stat efter kriget, då Argentinas president Mitre erbjöd den brasilianska regeringen att annektera den del av Paraguay som återstod sedan man själv tagit en stor del av dess territorium. Brasilien avböjde dock eftersom man föredrog att ha kvar landet som en buffertstat mot Argentina. Paraguay var utmattat, bankrutt och i ruiner och skulle under lång plågas av stagnation, korruption, fattigdom och politiskt kaos. Situationen i landet skulle inte på allvar börja stabiliseras förrän i samband med Alfredo Stroessners maktövertagande 1954, och början på en 35 år lång militärdiktatur. Landet hade för alltid förlorat sin starka militärmakt och med den sitt inflytande i Sydamerika.
Även Brasilien gick försvagat ur kriget. Landet hade tvingats låna stora summor pengar för att finansiera rustningarna som försämrat ekonomin avsevärt, och kriget kom i mångt och mycket även att markera början på slutet för Kejsardömet Brasilien eftersom landet under 1870-talet skulle komma att präglas av inre politiska oroligheter som ett resultat av det försämrade ekonomiska läget, vilket på sikt skulle leda till kejsardömets upplösning. Argentina kom att bli den stora segraren efter kriget, med Paraguay krossat och ett Brasilien som var starkt ekonomiskt försvagat och plågat av inre oroligheter, kunde landet öka både sitt militära, ekonomiska och politiska inflytande på den sydamerikanska kontinenten, en dominant position som man skulle inneha fram till 1930-talet. Särskilt påtagligt kom Argentinas inflytande att bli över Uruguay, som under mycket lång tid framöver skulle styras av en lång rad Argentinavänliga regeringar.

## Porträttgalleri

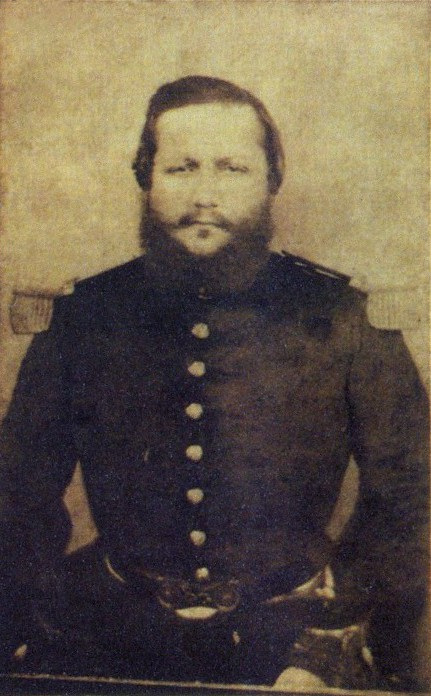
Francisco Solano López
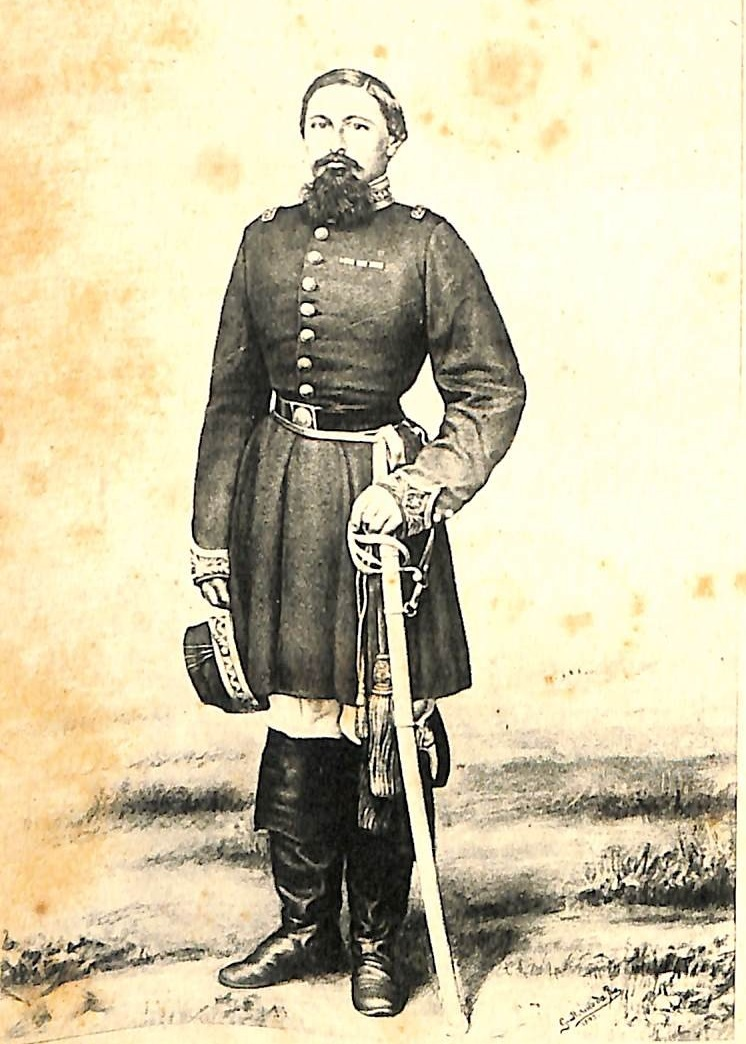
General José E. Díaz
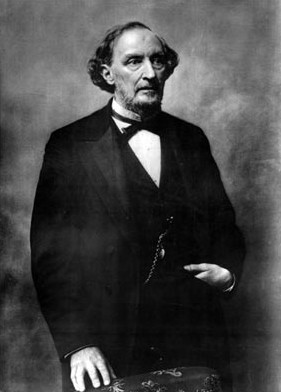
Bartolomé Mitre
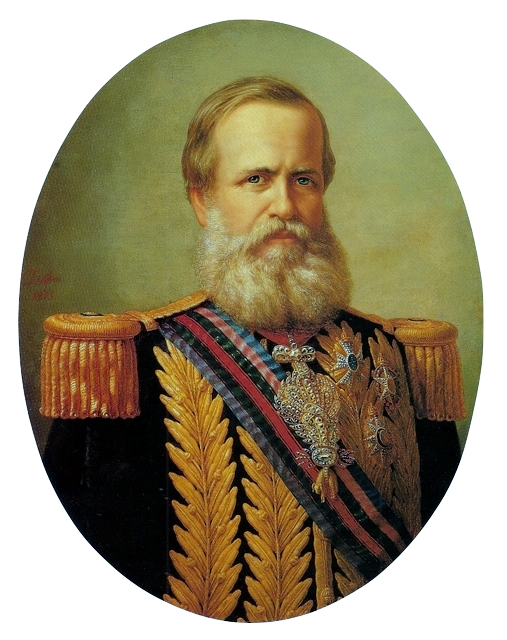
Kejsar Peter II av Brasilien
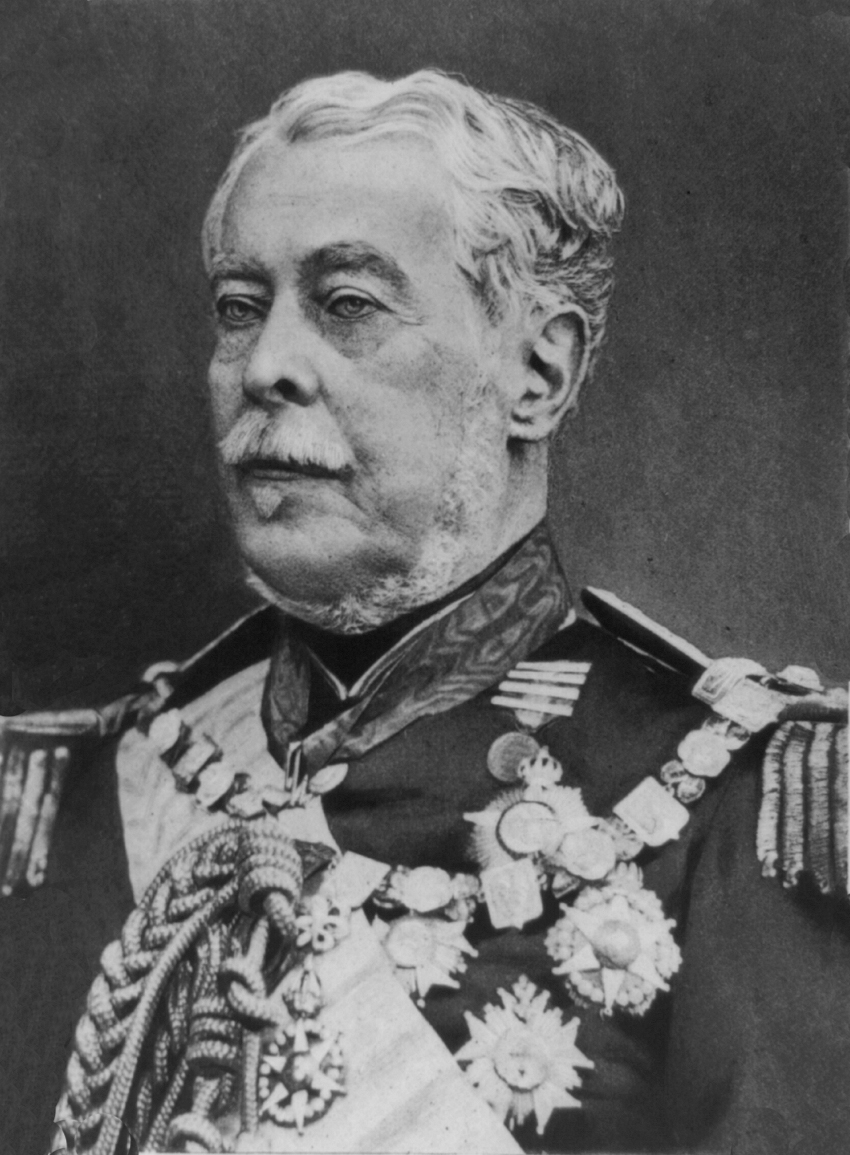
Hertigen av Caxias
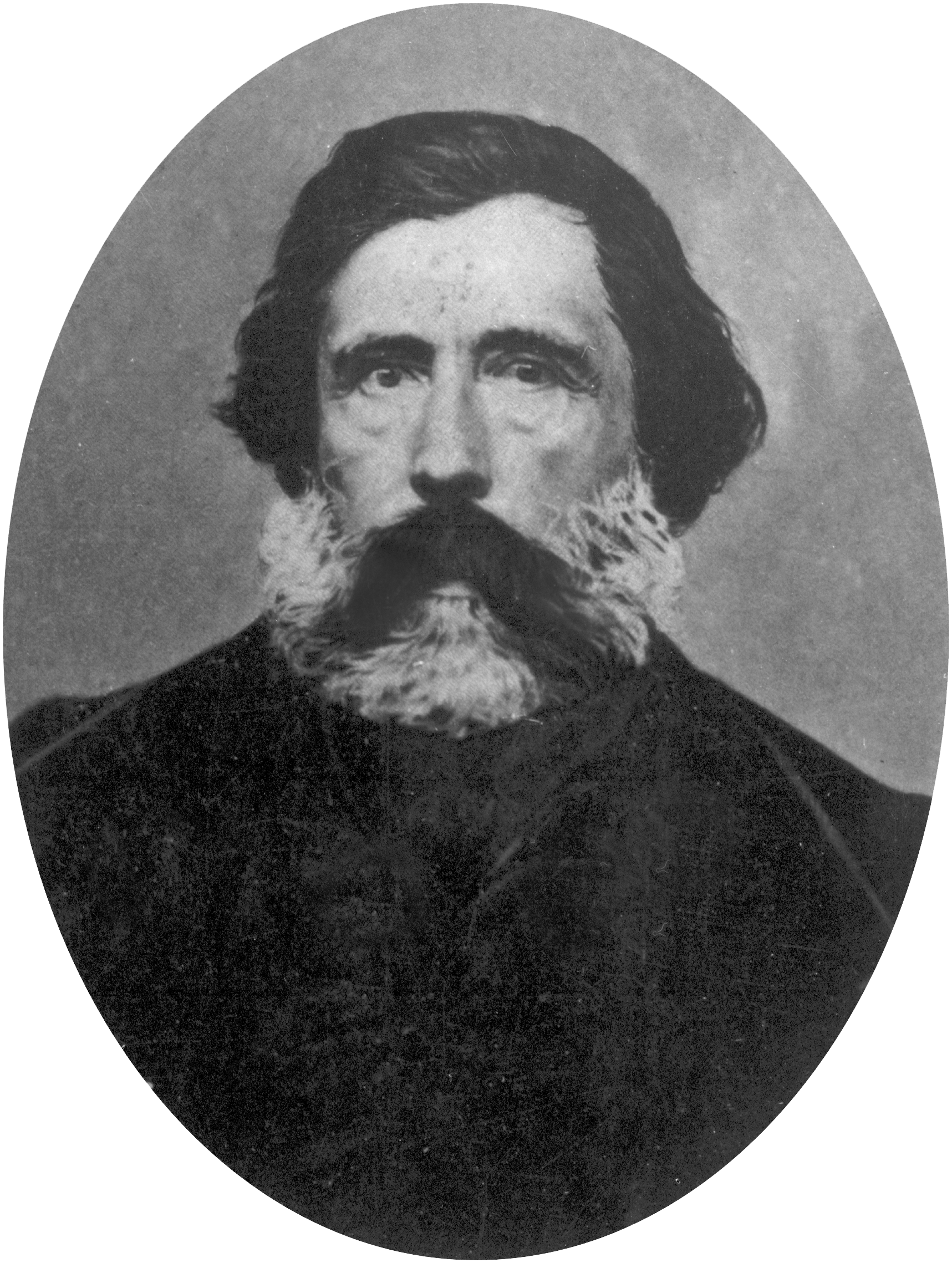
Venancio Flores